# Sosna Jeffreya
Sosna Jeffreya (Pinus jeffreyi Balf.) – gatunek drzewa iglastego z rodziny sosnowatych (Pinaceae). Występuje na południowo-zachodnich krańcach Ameryki Północnej, na górskich terenach USA i Meksyku. Jest bliską krewniaczką najpospolitszej z północnoamerykańskich sosen – sosny żółtej. Jej szyszki nasienne osiągają duże rozmiary, dorastają do 35 cm długości.

## Rozmieszczenie geograficzne
Sosna Jeffreya występuje w południowo-zachodniej części Ameryki Północnej. Zasięg rozciąga się od północnego stanu Baja California w Meksyku, po stany USA: Kalifornia, zachodnią Nevadę i południowo-zachodni Oregon.

## Morfologia
PokrójDuże drzewo iglaste o koronie stożkowatej, regularnej, słabo rozgałęzionej.
PieńDorasta przeważnie do 45 m wysokości, chociaż są okazy osiągające 61 m. W środkowej Europie osiąga 30 m. Kora o zabarwieniu czerwonobrązowym do prawie czarnego, łuskowata. Pędy w pierwszym roku pokryte nalotem.
LiścieIgły zebrane w pęczki po 3, niebieskawozielone lub szarozielone, długości 12–22(25) cm, szerokości ok. 1,5–2 mm, grube, sztywne i zaostrzone.
SzyszkiJajowate, duże, osiągają 35 cm (w Polsce do 20 cm), jasnobrązowe. Nasiona długości 10–12 mm z dużym skrzydełkiem (15–25 mm). Tarczki łusek z kolcem, skierowanym do wewnątrz.
Gatunki podobneSosna żółta – bywa z nią mylona, choć istnieją sprawdzone metody rozróżniania tych drzew iglastych. Można je rozróżnić po szyszkach. Ostre zakończenie łuski jest u sosny żółtej skierowane na zewnątrz, podczas gdy łuski sosny Jeffreya mają je skierowane do środka. Różnią się też zapachem pnia drzewa – sosna Jeffreya pachnie wanilią, sosna żółta ma woń drzewa iglastego.

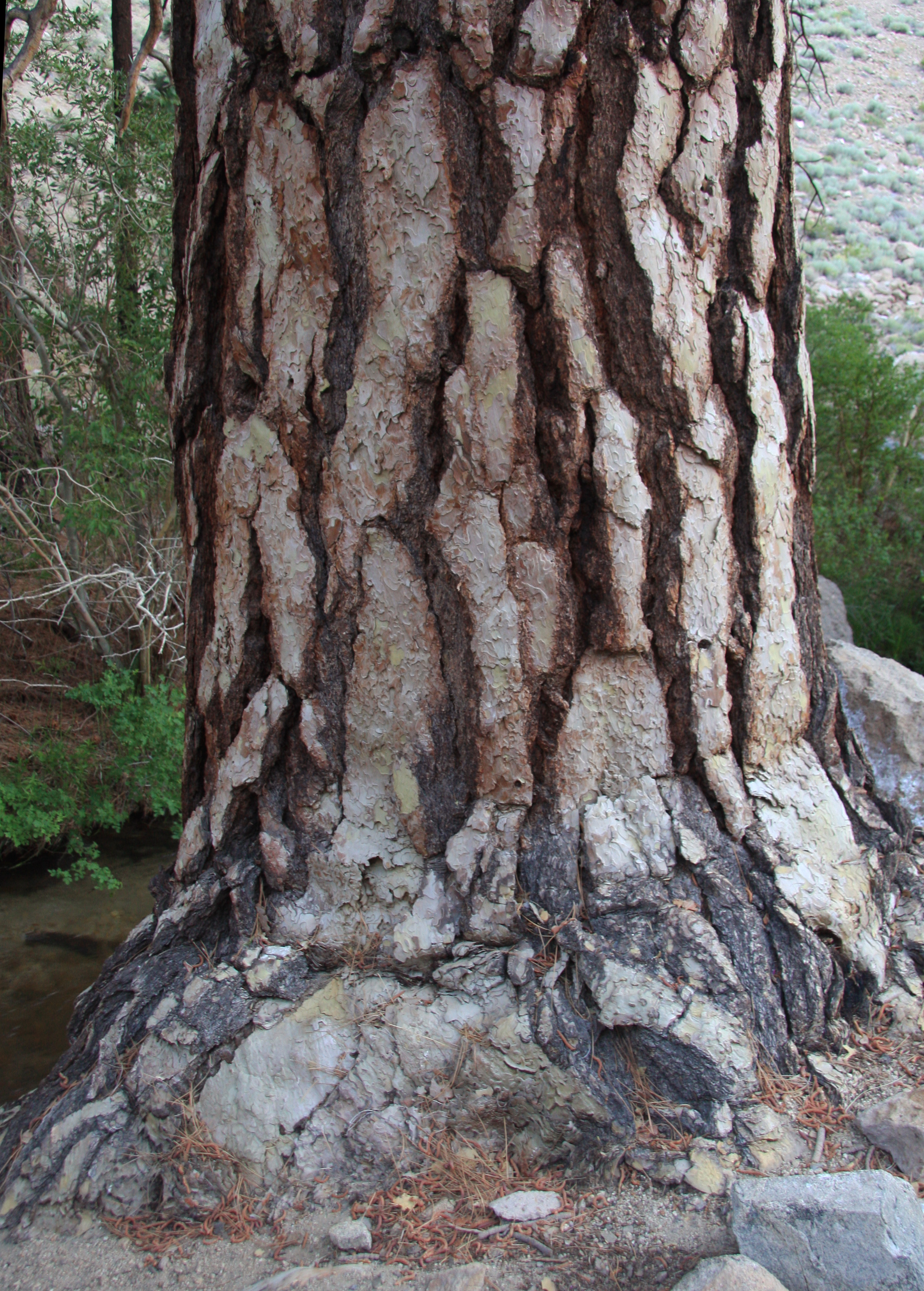
Kora
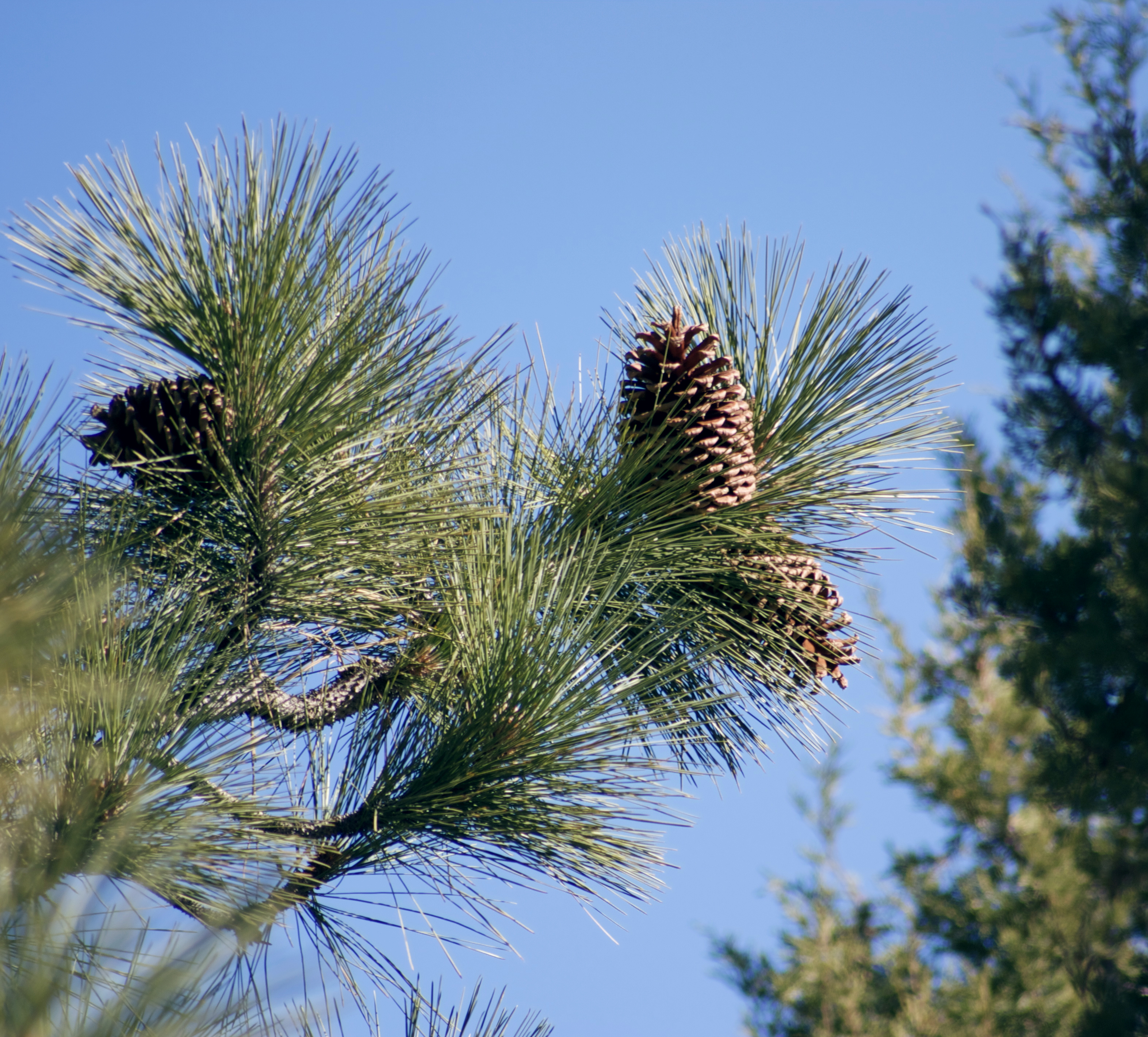
Liście i szyszki
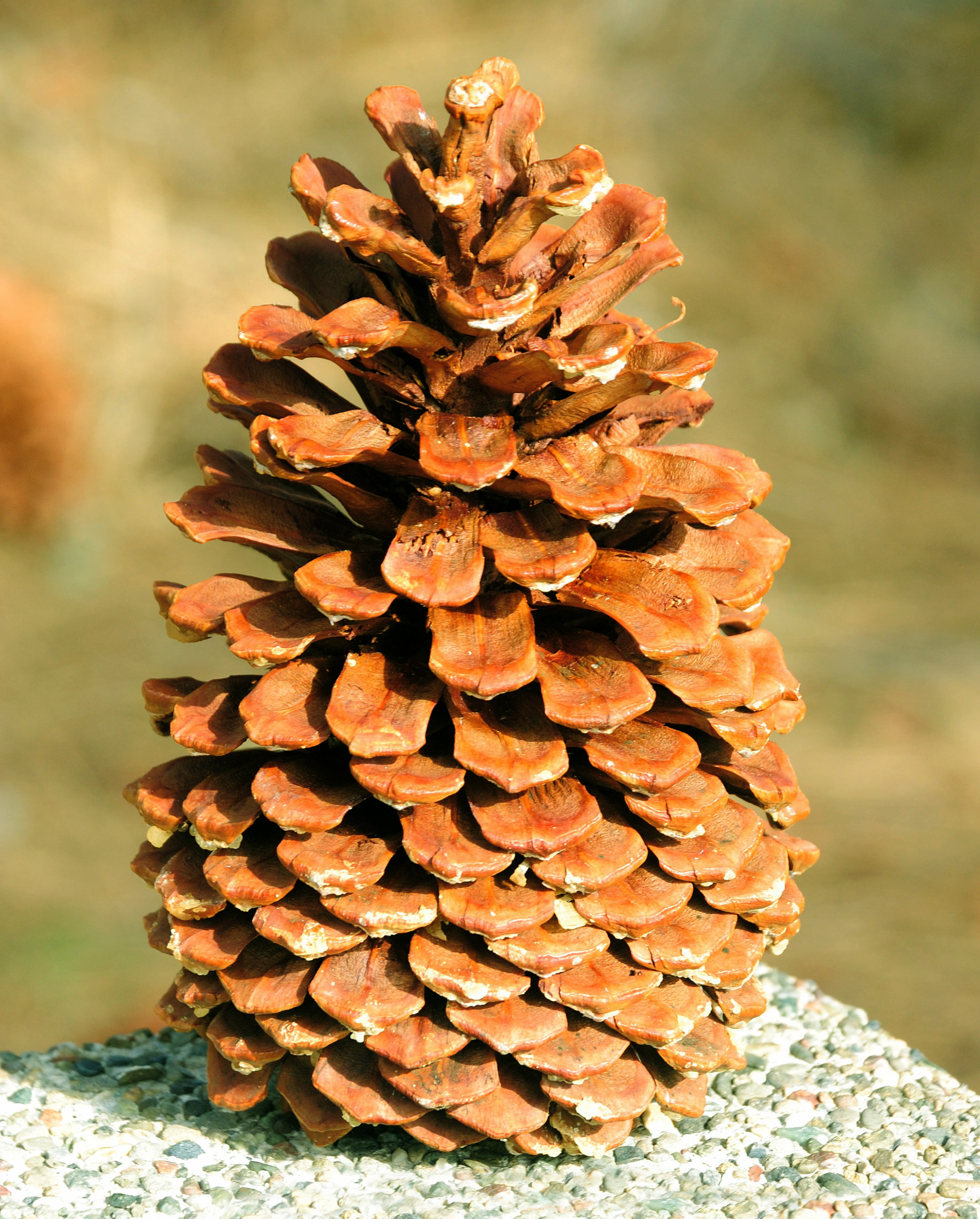
Szyszka nasienna

## Biologia i ekologia
Liście pozostają na drzewie (2)4–6(7) lat. Szyszki nasienne dojrzewają w ciągu 2 lat, uwalniają nasiona i opadają wkrótce potem.
Preferuje obszary górskie, na których lato jest suche i ciepłe a zima chłodna. Rośnie na wysokości 1000–2000 m, a na południowych krańcach obszaru występowania nawet na 1800–3000 m. Ma niewielkie wymagania glebowe, jest odporna na suszę.
Sosna Jeffreya jest głównym gospodarzem rośliny pasożytniczej Arceuthobium campylopodum, która infekuje także mieszańce Pinus jeffreyi ×P. ponderosa występujące w Kalifornii. Sporadycznie pasożytuje na niej  A. americanum i A. occidentale, a rzadko A. monticola i A. siskiyouense. Sosna Jeffreya jest natomiast odporna na zainfekowanie przez A. californicum i A. divaricatum.

## Systematyka i zmienność
Synonimy: Pinus deflexa Torrey, P. jeffreyi var. deflexa (Torrey) Lemmon, P. ponderosa var. jeffreyi (Balfour) Vasey, P. ponderosa ssp. jeffreyi (Balfour) Murray, P. jeffreyi var. baja-californica Silba.
Pozycja gatunku w obrębie rodzaju Pinus:
- podrodzaj Pinus
  - sekcja Trifoliae
    - podsekcja Ponderosae
      - gatunek P. jeffreyi

Tworzy naturalne mieszańce z Pinus coulteri i P. ponderosa na obszarze wspólnego występowania. 

## Zagrożenia
Międzynarodowa Unia Ochrony Przyrody umieściła ten gatunek w Czerwonej księdze gatunków zagrożonych, przyznając mu kategorię zagrożenia LC (least concern, system oceny w wersji 2.3 i 3.1) jako gatunkowi najmniejszej troski, niespełniającemu kryteriów gatunków zagrożonych.

## Zastosowanie
Do Europy (Wielkiej Brytanii) sosna ta sprowadzona została w tym samym roku, kiedy została opisana naukowo – w 1853. Do Polski gatunek introdukowany został w 1866 do Arboretum w Kórniku. W Polsce jest rzadko spotykany w kolekcjach i parkach, sadzony jako ozdobny. Jedne z najstarszych okazów w Europie Środkowej rejonie rosną w arboretum w Bańskiej Szczawnicy na Słowacji.